# Kanfen
Kanfen település Franciaországban, Moselle megyében. Lakosainak száma 1234 fő (2022. január 1.). Kanfen Entrange, Escherange, Hettange-Grande, Volmerange-les-Mines és Zoufftgen községekkel határos.

## Népesség
A település népességének változása:
| Lakosok száma | 483  | 615  | 722  | 970  | 1117 | 1142 | 1174 | 1198 | 1210 | 1234 |
|               | 1968 | 1982 | 1990 | 2006 | 2013 | 2015 | 2017 | 2019 | 2020 | 2022 |